# ليلاند هاوس
ليلاند هاوس (بالإنجليزية: Leland Hawes)‏ هو محرر وصحفي أمريكي، ولد في 18 يونيو 1929، وتوفي في 18 مايو 2013 في تامبا في الولايات المتحدة.